# Emanuel Sidea
Emanuel Sidea, född 11 juni 1984 i Rumänien, är en svensk journalist. Sidea har arbetat som journalist sedan 2001. Åren 2006–2014 var han reporter på affärstidningen Veckans Affärer, där han skrev fördjupande reportage och personporträtt. Följande tre år arbetade han som frilansjournalist, för bland andra Affärsvärlden och magasinet Café.  Han var tidigare chefredaktör för nättidskriften Epigon.
Han arbetar sedan januari 2018 som ekonomiredaktör på nyhetsmagasinet Fokus.
2013 gav han ut boken Skräck och avsky i Euroland.
2016 gav han ut boken Mannen från Harem. Linda Nordlund i SvD skrev bland annat "Emanuel Sideas bok visar krigets olidliga grymhet och gråa tillvaro. Om de människor som lever i det, och formas av det. Det är också berättelsen om att vilja vara en god människa i en ond tid – och att misslyckas. Mellan raderna utmanas läsaren: Vad skulle du göra för att överleva? Och skulle du kunna leva med dig själv efteråt?".
Han har sedan hösten 2008 vid flera tillfällen delat ut Stipendium till Emanuel Sideas minne, som delas ut "Till oliktänkande, nyskapande personer som går på tvären".